# Ioan Mihălțan

Episcopul Ioan Mihălţan

Ioan Mihălțan (n. 27 septembrie 1926, Ohaba, Alba – d. 17 martie 2008, Ohaba, Alba), a fost un episcop român, membru al Sfântului Sinod al Bisericii Ortodoxe Române.
S-a stins din viață la data de 17 martie 2008, lăsând în urmă 60 de ani în slujba ortodoxiei.